# Burgsitzschule Spangenberg
Die Burgsitzschule Spangenberg (BSS) ist eine kooperative Gesamtschule im Schwalm-Eder-Kreis. Sie wurde im Jahr 1910 gegründet. Sie ist Mitglied im Schulverbund Melsungen.

## Geschichte
Im Jahre 1910 legte man den Grundstein zur heutigen Stadtschule (umgangssprachlich Gelbe Schule). Der Bau wurde neben dem Eulenturm ausgeführt und im September 1911 feierlich eröffnet. Der Name Burgsitzschule entstand in den Jahren um 1928, als sich eine höhere Privatschule im Gebäude „Herrenhaus Burgsitz“ niederließ. 1929 erhielt die Burgsitzschule die Berechtigung, die Prüfung zur Mittleren Reife abzunehmen. 1930 besuchten bereits 108, weitestgehend von auswärts kommende Schüler die Burgsitzschule. Bis in die 1950er Jahre blieb dies das einzige Schulgebäude in der Stadt. 1956 wurde nach einem Entwurf des Architekten Wilhelm Balcke im ehemaligen Lustgarten ein Erweiterungsbau errichtet. Die Schulraumnot konnte trotz des Neubaus nicht abgewendet werden. Sie konnte jedoch durch Errichtung von vier Schulpavillons auf dem Gelände der Evangelischen Kirche gelindert werden, dies geschah im Jahre 1969. Als der Schwalm-Eder-Kreis am 1. Januar 1970 die Schulträgerschaft übernahm, wurde ein Neubau geplant und ausgeführt, der heute noch im Gebrauch ist.
Direktorin ist seit Schuljahresbeginn 2007/2008 Sieglinde Strieder. 2025 gibt es 72 Lehrer und 929 Schüler in 42 Klassen.

## Partnerschulen
Einer langen Tradition folgt der Austausch der Burgsitzschule mit der örtlichen Schule in Saint-Pierre-d’Oléron. Seit den 1980er Jahren findet jährlich eine Fahrt auf die Mimoseninsel statt. Mit der Schule im englischen Crawley findet ein jährlicher Choraustausch statt. Mitte der 1990er Jahre konnte mit Hilfe der Deutschen Botschaft eine interessierte Schule in Japan gefunden werden. Seither findet im zweijährlichen Rhythmus der Austausch statt. Die jüngste Verbindung besteht mit der örtlichen Schule in Pleszew. Im Jahr 2007 begab sich erstmals eine deutsche Gruppe auf den Weg in die polnische Partnerstadt von Spangenberg. Seither findet der Austausch jährlich statt.

## Besonderheiten
- In sogenannten Integrationsklassen findet Gemeinsamer Unterricht von Behinderten und Nichtbehinderten statt.
- Für die Hochbegabtenförderung erhielt die Einrichtung das Gütesiegel des Landes Hessen.
- Im Rahmen des Comenius-Projekts betreibt die Schule ein internationales Netzwerk im Rahmen europäischer Bildungsprojekte und zählt zu einer der Umweltschulen in Europa.
- Die Schule besitzt eine eigene Photovoltaikanlage.
- Im Rahmen des Kunstunterrichts beteiligt sich die Einrichtung schwerpunktmäßig am Projekt ars natura.
- Die 4. und 5. Runde der hessischen Schul-Schachmeisterschaft fand an der Burgsitzschule statt.[3] Im Jahr 2003 belegte die Schach-AG den 3. Platz.